# Venă colică stângă
Vena colică stângă drenează colonul descendent. Este un afluent al  venei mezenterice inferioare și urmează calea arterei sale corespunzătoare, artera colică stângă.

## Ramuri
- Ramură ascendentă
- Ramură descendentă